# (121) Hermíone
(121) Hermíone es un asteroide perteneciente al cinturón exterior de asteroides descubierto por James Craig Watson el 12 de mayo de 1872 desde el observatorio Detroit de Ann Arbor, Estados Unidos.
Está nombrado por Hermíone, un personaje de la mitología griega.

## Características orbitales
Hermíone está situado a una distancia media del Sol de 3,45 ua, pudiendo alejarse hasta 3,912 ua. Su inclinación orbital es 7,596° y la excentricidad 0,1341. Emplea en completar una órbita alrededor del Sol 2340 días.